# Masleniza

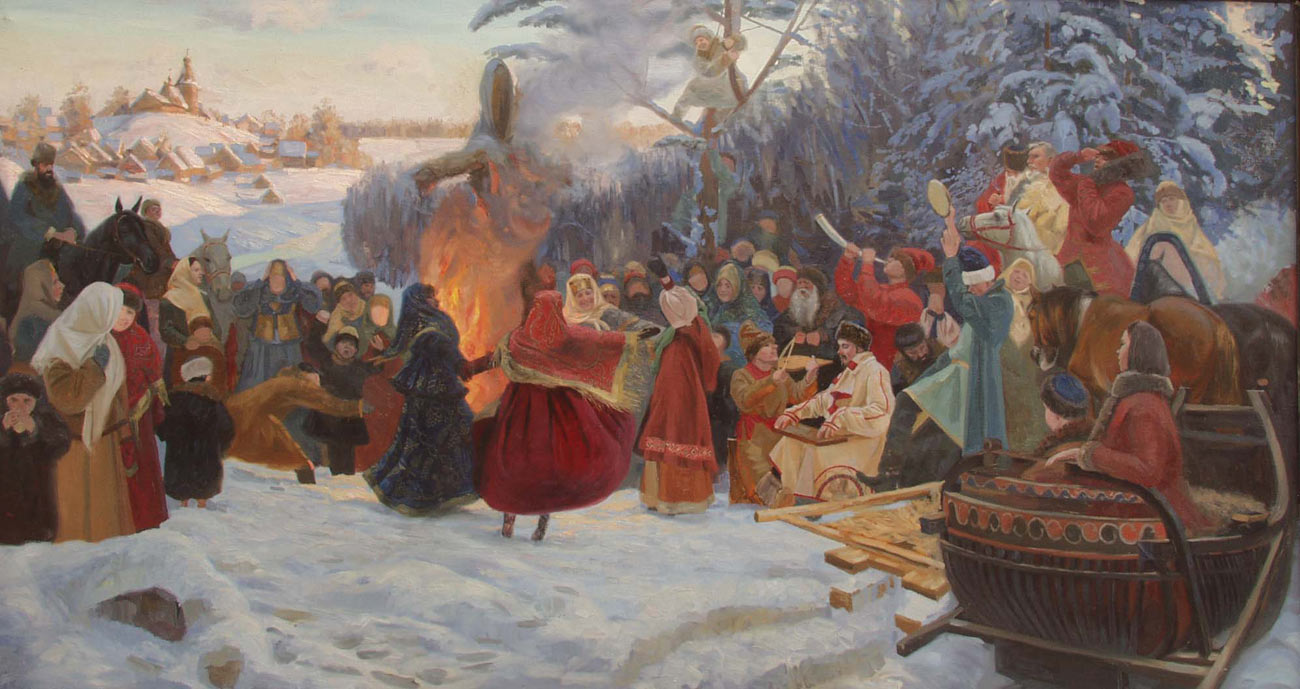
Semjon Koschin: Butterwoche. Abschied vom Winter. Russland im 17. Jahrhundert. Öl auf Leinwand. 2001

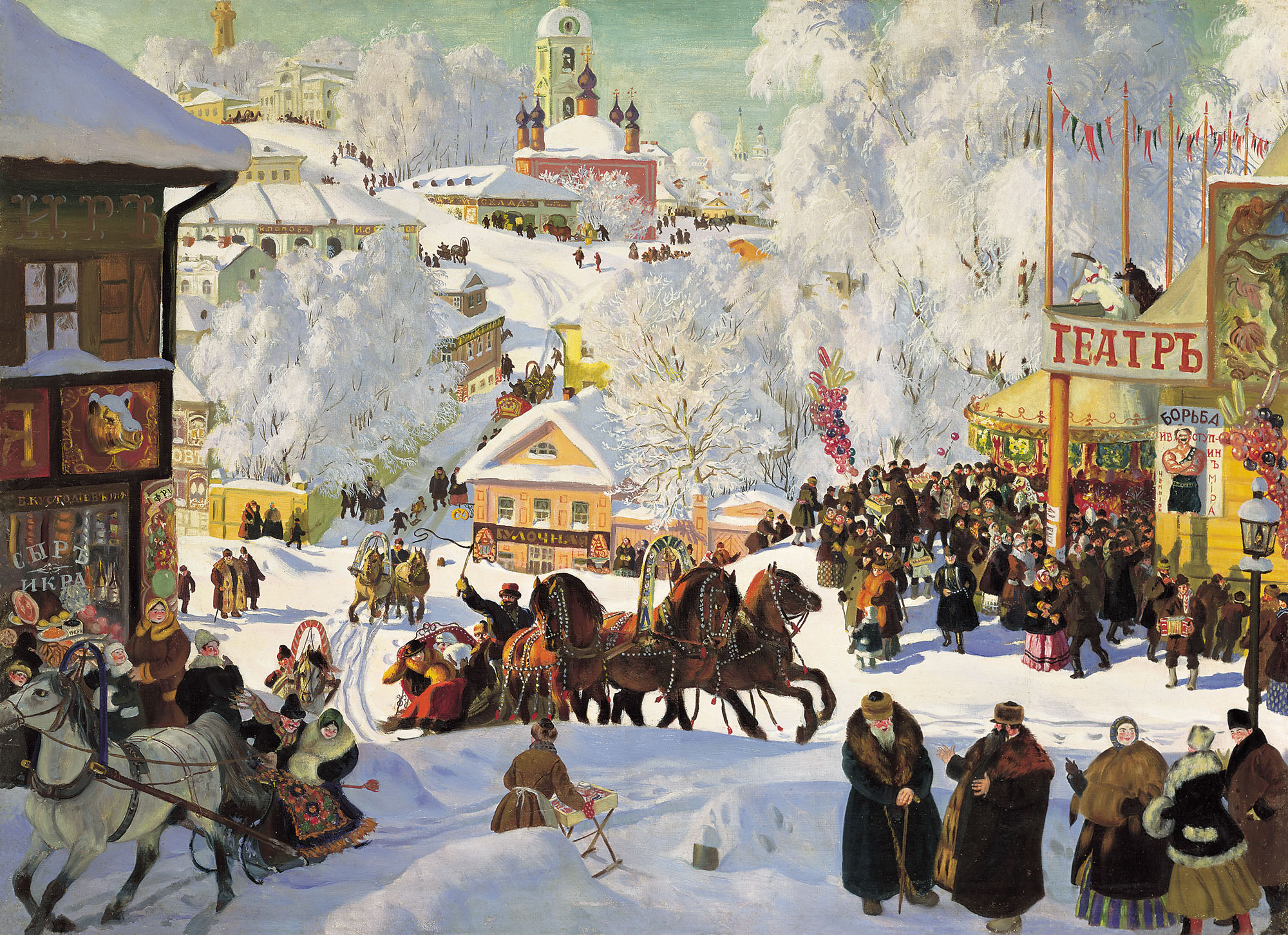
Boris Kustodijew: Masleniza (1919)

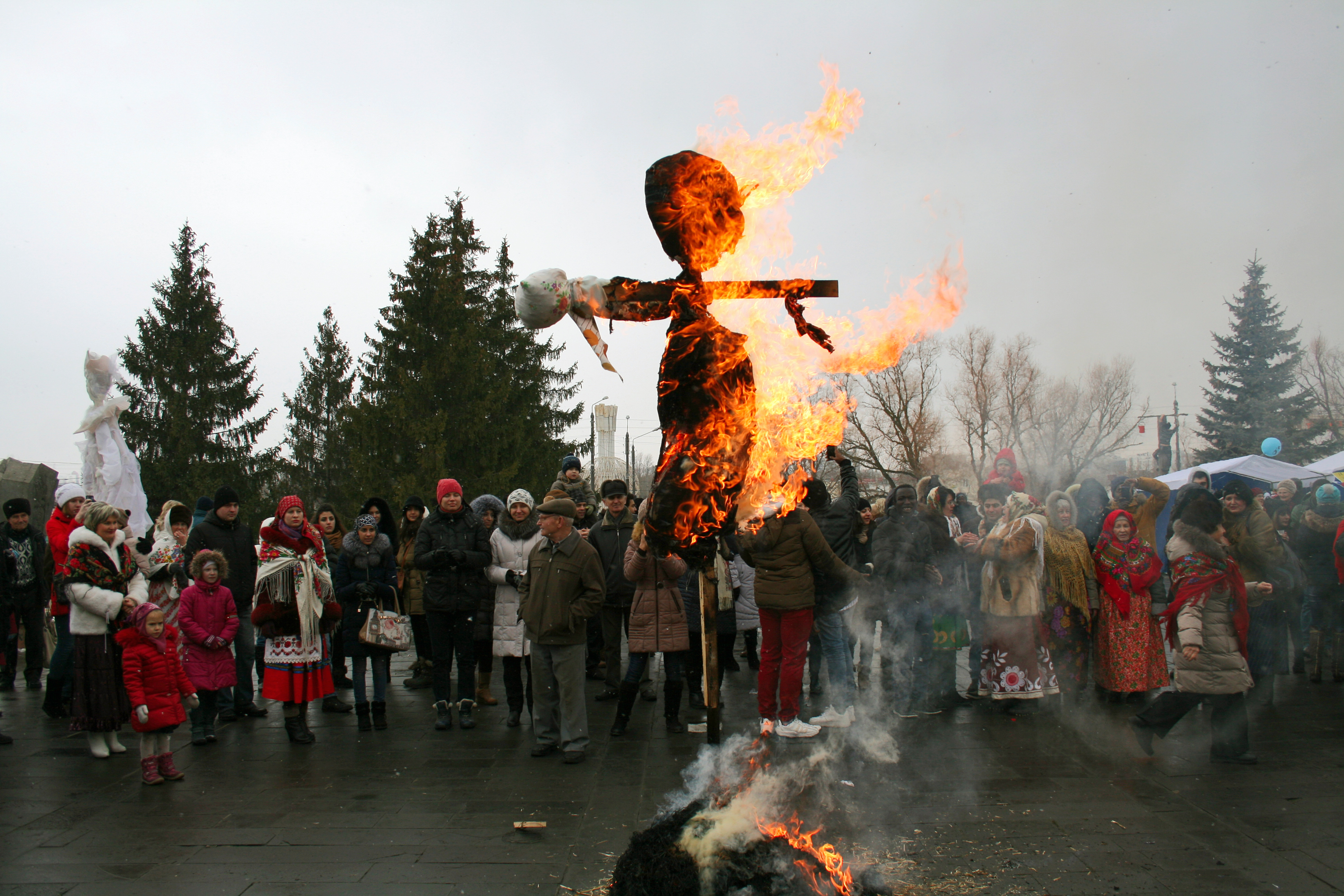
Masleniza-Figur, Februar 2015 in Belgorod

Die Masleniza (Betonung auf der ersten Silbe; russisch Масленица ‚Butterwoche‘) ist ein traditionelles ostslawisches karnevalsähnliches Fest am Ende des Winters, das eine Woche dauert. Sie ist eine ursprünglich heidnische und keine christlich-orthodoxe Feier, doch seit der Christianisierung der Rus korrespondiert sie mit dem christlichen Festzyklus. Während verwandte Bräuche in allen orthodoxen Kulturen existieren, beschäftigt sich dieser Artikel speziell mit der russischen Form dieses Brauchtums.

## Namensherkunft
Masleniza bezeichnet die Woche vor Beginn der orthodoxen Fastenzeit. Der Name – Maslo bedeutet auf Russisch ‚Butter‘ – rührt daher, dass in dieser Woche den orthodoxen Gläubigen der Verzehr von Fleisch bereits untersagt, der von Milch, Milchprodukten, Eiern und Fisch jedoch noch erlaubt ist.

## Zeitlicher Verlauf
Die Masleniza ist ein sehr ausgelassenes Fest, bei dem vor dem Fasten nochmal ausgiebig der Völlerei gefrönt wird. In ihrer traditionellen Form ist sie mit verschiedenen Brauchtümern verbunden, die zum Teil an feste Tage im Wochenlauf geknüpft waren. Zentral und im Volk am verbreitetsten sind die Verbrennung der Masleniza-Puppe sowie Bliny als Speise zu dieser Zeit. Diese werden zum Fest sowohl pur als auch mit verschiedenen Füllungen gegessen. Der traditionelle vollständige Verlauf der Masleniza ist in Russland wie folgt:
- Der Montag war der Tag der Begrüßung, an dem die Masleniza, vor allem von den Kindern, freudig willkommen geheißen wurde und man aus Stroh eine große Puppe, die Masleniza-Puppe, bastelte.
- Der Dienstag war der Tag der Spiele, an dem es allerlei Straßenvorstellungen, Schauspiele und Bälle gab und die jungen Leute sich auf Brautschau begaben.
- Am Mittwoch, dem Tag des Leckermäulchens, fanden sich die Schwiegersöhne zum feierlichen Bliny-Essen bei ihren Schwiegermüttern ein, wofür sich die Schwiegersöhne aber am Freitag, dem Schwiegermutterabend, ebenfalls mit einem Bliny-Essen zu revanchieren hatten.
- Der Donnerstag galt vor allem den jungen Ehepaaren. Die im vergangenen Jahr frisch Vermählten versammelten sich öffentlich und stellten sich paarweise auf, um unter Anfeuerungen der Zuschauer ihre Liebe füreinander auszudrücken.
- Der Samstag, der Tag des Abschiedes, wurde mit Verwandtenbesuchen begangen.
- Seinen Abschluss fand das Fest am Sonntag, dem Tag der Vergebung, mit dem feierlichen Verbrennen der Masleniza-Puppe. Unter Umarmungen bat man sich gegenseitig um Vergebung für vergangene Verfehlungen, um befreit von Altlasten die Fastenzeit beginnen zu können.[2]

Die Puppe, die am Ende verbrannt wird, hat traditionell verschiedene Formen. Im neuen Russland hat sich eine Figur in Frauengestalt durchgesetzt, in älteren Zeiten waren regional auch Tier- oder Fellmantelpuppen üblich. Sie sind meist aus Stroh gefertigt.

## Geschichte
Das Fest geht auf vorchristliche slawische Traditionen zurück. Es wurde von Anfang an zur Verabschiedung des Winters und vor der Christianisierung der Ostslawen zur Ehre des slawischen Fruchtbarkeitsgottes Veles gefeiert. Seinen heutigen Namen bekam es im 16. Jahrhundert, bis zu dem es zeitgleich eine Art ausgedehntes Neujahrsfest darstellte und mit dem deutschen Silvester vergleichbar war. Nach der damals im russischen Volk gültigen Tradition begann das Jahr mit dem Frühlingsanfang. Hieraus entwickelte sich nach der Durchsetzung des westlichen Kalenders die Masleniza zu einem reinen Fest zur Verabschiedung des Winters, ähnlich wie andere Frühlingsfeste rund um die Welt. Unter anderem gab es Versuche, bei den Straßenfesten in den Großstädten keinen Alkohol zu verkaufen. Der Höhepunkt der Masleniza-Tradition war im 17. bis 19. Jahrhundert.
Nach der Oktoberrevolution von 1917 ging die Ausübung des Brauchs stark zurück. Sie hielt sich vor allem in ländlichen Gebieten im kleineren Rahmen. Die Masleniza-Tradition lebte jedoch bereits kurz nach dem Ende der UdSSR wieder auf und entwickelte sich nach der Jahrtausendwende zum Volksfest mit Jahrmärkten und Umzügen, in das traditionelle Elemente der Feier aus der Zarenzeit integriert wurden. Sehr große Masleniza-Feierlichkeiten gibt es in und bei Moskau, wo das Fest als touristische Attraktion durch die Stadtbehörden gefördert wird. Eine Örtlichkeit für die Feiern ist dabei eine zentrale Bühne auf dem Roten Platz.